# 1. Fußball-Club Kaiserslautern 2016-2017
Questa voce raccoglie le informazioni riguardanti il 1. Fußball-Club Kaiserslautern nelle competizioni ufficiali della stagione 2016-2017.

## Stagione
Nella stagione 2016-2017 il Kaiserslautern, allenato da Norbert Meier, concluse il campionato di 2. Bundesliga al 13º posto. In coppa di Germania il Kaiserslautern fu eliminato al primo turno dal Hallescher.

## Rosa
| N. |                                 | Ruolo | Calciatore         |
| -- | ------------------------------- | ----- | ------------------ |
| 1  | Germania (bandiera)             | P     | André Weis         |
| 3  | Germania (bandiera)             | D     | Tim Heubach        |
| 4  | Germania (bandiera)             | D     | Patrick Ziegler    |
| 5  | Brasile (bandiera)              | D     | Ewerton            |
| 9  | Germania (bandiera)             | A     | Lukas Görtler      |
| 10 | Ungheria (bandiera)             | C     | Zoltán Stieber     |
| 11 | Camerun (bandiera)              | A     | Jacques Zoua       |
| 14 | Germania (bandiera)             | A     | Sebastian Jacob    |
| 17 | Germania (bandiera)             | C     | Maximilian Dittgen |
| 18 | Germania (bandiera)             | C     | Christoph Moritz   |
| 19 | Germania (bandiera)             | C     | Marcel Gaus        |
| 20 | Polonia (bandiera)              | A     | Kacper Przybyłko   |
| 21 | Austria (bandiera)              | D     | Phillipp Mwene     |
| 23 | Bosnia ed Erzegovina (bandiera) | D     | Mensur Mujdža      |

| N. |                        | Ruolo | Calciatore        |
| -- | ---------------------- | ----- | ----------------- |
| 24 | Germania (bandiera)    | C     | Marlon Frey       |
| 25 | Germania (bandiera)    | D     | Robin Koch        |
| 27 | Germania (bandiera)    | C     | Sebastian Kerk    |
| 28 | Germania (bandiera)    | C     | Daniel Halfar     |
| 29 | Austria (bandiera)     | D     | Stipe Vučur       |
| 30 | Germania (bandiera)    | D     | Erik Wekesser     |
| 31 | Germania (bandiera)    | A     | Robert Glatzel    |
| 32 | Germania (bandiera)    | P     | Jan-Ole Sievers   |
| 33 | Germania (bandiera)    | P     | Lennart Grill     |
| 34 | Albania (bandiera)     | D     | Naser Aliji       |
| 35 | Inghilterra (bandiera) | A     | Osayamen Osawe    |
| 37 | Germania (bandiera)    | A     | Nicklas Shipnoski |
| 38 | Germania (bandiera)    | C     | Nils Seufert      |
|    | Germania (bandiera)    | P     | Marius Müller     |

## Organigramma societario
Area tecnica
- Allenatore: Norbert Meier
- Allenatore in seconda: Frank Heinemann, Efthimios Kompodietas, Martin Raschick
- Preparatore dei portieri: Gerald Ehrmann
- Preparatori atletici: Bastian Becker

## Risultati

### 2. Bundesliga

#### Girone di andata
| Arbitro: | Stark |

|  |           |                                      |
|  | Marcatori | 16’ Maier 48’ Anton 63’, 84’ Sobiech |

| Arbitro: | Gräfe |

|                 |           |          |
| Weil 45’ (rig.) | Marcatori | 20’ Gaus |

| Kaiserslautern 29 agosto 2016, ore 20:15 CEST 3ª giornata | Kaiserslautern | 0 – 0 referto | Fortuna Düsseldorf | Fritz-Walter-Stadion (20 278 spett.)\| Arbitro: \| Siebert \| |
| Arbitro:                                                  | Siebert        |               |                    |                                                               |

| Arbitro: | Rohde |

|                       |           |  |
| Höler 6’ Vollmann 83’ | Marcatori |  |

| Arbitro: | Winkmann |

|  |           |             |
|  | Marcatori | 52’ Terodde |

| Arbitro: | Schröder |

|                         |           |  |
| Zoua 16’, 56’ Osawe 51’ | Marcatori |  |

| Arbitro: | Günsch |

|                                  |           |  |
| Finne 2’ Beermann 20’ Strauß 56’ | Marcatori |  |

| Kaiserslautern 2 ottobre 2016, ore 13:30 CEST 8ª giornata | Kaiserslautern | 0 – 0 referto | Arminia Bielefeld | Fritz-Walter-Stadion (21 645 spett.)\| Arbitro: \| Willenborg \| |
| Arbitro:                                                  | Willenborg     |               |                   |                                                                  |

| Arbitro: | Schmidt |

|             |           |  |
| Omladič 18’ | Marcatori |  |

| Arbitro: | Brych |

|                     |           |  |
| Osawe 32’, 57’, 75’ | Marcatori |  |

| Arbitro: | Fritz |

|  |           |           |
|  | Marcatori | 51’ Osawe |

| Arbitro: | Storks |

|          |           |  |
| Gaus 71’ | Marcatori |  |

| Arbitro: | Steinhaus |

|         |           |             |
| Olić 9’ | Marcatori | 44’ Stieber |

| Kaiserslautern 27 novembre 2016, ore 13:30 CET 14ª giornata | Kaiserslautern | 0 – 0 referto | Karlsruhe | Fritz-Walter-Stadion (28 487 spett.)\| Arbitro: \| Perl \| |
| Arbitro:                                                    | Perl           |               |           |                                                            |

| Amburgo 2 dicembre 2016, ore 18:30 CET 15ª giornata | St. Pauli | 0 – 0 referto | Kaiserslautern | Millerntor-Stadion (29 037 spett.)\| Arbitro: \| Hartmann \| |
| Arbitro:                                            | Hartmann  |               |                |                                                              |

| Kaiserslautern 10 dicembre 2016, ore 13:00 CET 16ª giornata | Kaiserslautern | 0 – 0 referto | Erzgebirge Aue | Fritz-Walter-Stadion (21 463 spett.)\| Arbitro: \| Brand \| |
| Arbitro:                                                    | Brand          |               |                |                                                             |

| Arbitro: | Schmidt |

|                             |           |          |
| Behrens 51’ Burgstaller 90’ | Marcatori | 78’ Zoua |

#### Girone di ritorno
| Arbitro: | Cortus |

|          |           |  |
| Bech 49’ | Marcatori |  |

| Arbitro: | Storks |

|             |           |  |
| Glatzel 81’ | Marcatori |  |

| Arbitro: | Schlager |

|              |           |             |
| Sobottka 59’ | Marcatori | 53’ Glatzel |

| Arbitro: | Aarnink |

|                             |           |  |
| Zoua 26’ Gaus 34’ Osawe 78’ | Marcatori |  |

| Arbitro: | Jablonski |

|                       |           |  |
| Terodde 58’ Özcan 87’ | Marcatori |  |

| Arbitro: | Hartmann |

|                                     |           |                                |
| Konrad 32’ Kutschke 45’ (rig.), 77’ | Marcatori | 19’, 27’ Glatzel 87’ Przybyłko |

| Arbitro: | Winkmann |

|                       |           |           |
| Theuerkauf 76’ (aut.) | Marcatori | 66’ Feick |

| Arbitro: | Günsch |

|                          |           |  |
| Hemlein 48’ Schuppan 75’ | Marcatori |  |

| Arbitro: | Jöllenbeck |

|  |           |            |
|  | Marcatori | 79’ Boland |

| Bochum 5 aprile 2017, ore 17:30 CEST 27ª giornata | Bochum     | 0 – 0 referto | Kaiserslautern | Vonovia Ruhrstadion (12 932 spett.)\| Arbitro: \| Willenborg \| |
| Arbitro:                                          | Willenborg |               |                |                                                                 |

| Arbitro: | Schröder |

|                     |           |  |
| Zoua 20’ Moritz 39’ | Marcatori |  |

| Arbitro: | Brand |

|                                     |           |          |
| Kreilach 14’ Polter 85’ Hosiner 88’ | Marcatori | 68’ Gaus |

| Arbitro: | Petersen |

|                    |           |  |
| Gytkjær 73’ (aut.) | Marcatori |  |

| Arbitro: | Steinhaus |

|              |           |                                |
| Kinsombi 35’ | Marcatori | 4’ Przybyłko 68’ Kerk 87’ Zoua |

| Arbitro: | Zwayer |

|          |           |                              |
| Gaus 90’ | Marcatori | 49’ Bouhaddouz 69’ Buchtmann |

| Arbitro: | Hartmann |

|            |           |  |
| Kvesić 59’ | Marcatori |  |

| Arbitro: | Schmidt |

|            |           |  |
| Halfar 20’ | Marcatori |  |

### Coppa di Germania
| Arbitro: | Steinhaus |

|                                                    |           |                            |
| Aliji 34’ (aut.) Helwe 54’, 58’ Gjasula 94’ (rig.) | Marcatori | 23’, 90’ Osawe 37’ Stieber |

## Statistiche

### Statistiche di squadra
| Competizione      | Punti | In casa | In casa | In casa | In casa | In casa | In casa | In trasferta | In trasferta | In trasferta | In trasferta | In trasferta | In trasferta | Totale | Totale | Totale | Totale | Totale | Totale | DR |
| Competizione      | Punti | G       | V       | N       | P       | Gf      | Gs      | G            | V            | N            | P            | Gf           | Gs           | G      | V      | N      | P      | Gf     | Gs     | DR |
| ----------------- | ----- | ------- | ------- | ------- | ------- | ------- | ------- | ------------ | ------------ | ------------ | ------------ | ------------ | ------------ | ------ | ------ | ------ | ------ | ------ | ------ | -- |
| 2. Bundesliga     | 41    | 17      | 8       | 5       | 4       | 17      | 9       | 17           | 2            | 6            | 9            | 12           | 24           | 34     | 10     | 11     | 13     | 29     | 33     | -4 |
| Coppa di Germania | -     | 0       | 0       | 0       | 0       | 0       | 0       | 1            | 0            | 0            | 1            | 3            | 4            | 1      | 0      | 0      | 1      | 3      | 4      | -1 |
| Totale            | -     | 17      | 8       | 5       | 4       | 17      | 9       | 18           | 2            | 6            | 10           | 15           | 28           | 35     | 10     | 11     | 14     | 32     | 37     | -5 |

### Andamento in campionato
| Giornata  | 1  | 2  | 3  | 4  | 5  | 6  | 7  | 8  | 9  | 10 | 11 | 12 | 13 | 14 | 15 | 16 | 17 | 18 | 19 | 20 | 21 | 22 | 23 | 24 | 25 | 26 | 27 | 28 | 29 | 30 | 31 | 32 | 33 | 34 |
| --------- | -- | -- | -- | -- | -- | -- | -- | -- | -- | -- | -- | -- | -- | -- | -- | -- | -- | -- | -- | -- | -- | -- | -- | -- | -- | -- | -- | -- | -- | -- | -- | -- | -- | -- |
| Luogo     | C  | T  | C  | T  | C  | C  | T  | C  | T  | C  | T  | C  | T  | C  | T  | C  | T  | T  | C  | T  | C  | T  | T  | C  | T  | C  | T  | C  | T  | C  | T  | C  | T  | C  |
| Risultato | P  | N  | N  | P  | P  | V  | P  | N  | P  | V  | V  | V  | N  | N  | N  | N  | P  | P  | V  | N  | V  | P  | N  | N  | P  | P  | N  | V  | P  | V  | V  | P  | P  | V  |
| Posizione | 18 | 17 | 15 | 18 | 18 | 15 | 17 | 16 | 16 | 15 | 12 | 12 | 12 | 12 | 12 | 13 | 13 | 14 | 13 | 12 | 11 | 13 | 13 | 13 | 14 | 14 | 14 | 13 | 15 | 13 | 12 | 12 | 14 | 13 |

Legenda:

Luogo: C = Casa; T = Trasferta. Risultato: V = Vittoria; N = Pareggio; P = Sconfitta.

### Statistiche dei giocatori
| Giocatore      | 2. Bundesliga | 2. Bundesliga | 2. Bundesliga | 2. Bundesliga | Coppa di Germania | Coppa di Germania | Coppa di Germania | Coppa di Germania | Totale   | Totale | Totale      | Totale     |
| Giocatore      | Presenze      | Reti          | Ammonizioni   | Espulsioni    | Presenze          | Reti              | Ammonizioni       | Espulsioni        | Presenze | Reti   | Ammonizioni | Espulsioni |
| -------------- | ------------- | ------------- | ------------- | ------------- | ----------------- | ----------------- | ----------------- | ----------------- | -------- | ------ | ----------- | ---------- |
| L. Grill       | -             | -             | -             | -             | -                 | -                 | -                 | -                 | -        | -      | -           | -          |
| J. Pollersbeck | 31            | 0             | 1             | 0             | -                 | -                 | -                 | -                 | 31       | 0      | 1           | 0          |
| J. Sievers     | -             | -             | -             | -             | -                 | -                 | -                 | -                 | -        | -      | -           | -          |
| A. Weis        | 4             | 0             | 0             | 1             | 1                 | 0                 | 1                 | 0                 | 5        | 0      | 1           | 1          |
| N. Aliji       | 20            | 0             | 3             | 0             | 1                 | 0                 | 0                 | 0                 | 21       | 0      | 3           | 0          |
| . Ewerton      | 24            | 0             | 2             | 0             | -                 | -                 | -                 | -                 | 24       | 0      | 2           | 0          |
| M. Gaus        | 31            | 5             | 10            | 1             | 1                 | 0                 | 1                 | 0                 | 32       | 5      | 11          | 1          |
| T. Heubach     | 26            | 0             | 2             | 0             | 1                 | 0                 | 0                 | 0                 | 27       | 0      | 2           | 0          |
| R. Koch        | 24            | 0             | 3             | 0             | -                 | -                 | -                 | -                 | 24       | 0      | 3           | 0          |
| M. Mujdža      | -             | -             | -             | -             | -                 | -                 | -                 | -                 | -        | -      | -           | -          |
| P. Mwene       | 34            | 0             | 4             | 0             | 1                 | 0                 | 0                 | 0                 | 35       | 0      | 4           | 0          |
| S. Vučur       | 20            | 0             | 3             | 0             | -                 | -                 | -                 | -                 | 20       | 0      | 3           | 0          |
| P. Ziegler     | 21            | 0             | 9             | 0             | 1                 | 0                 | 0                 | 0                 | 22       | 0      | 9           | 0          |
| M. Frey        | 11            | 0             | 2             | 0             | 1                 | 0                 | 0                 | 0                 | 12       | 0      | 2           | 0          |
| L. Görtler     | 23            | 0             | 4             | 0             | 1                 | 0                 | 0                 | 0                 | 24       | 0      | 4           | 0          |
| D. Halfar      | 25            | 1             | 3             | 0             | 1                 | 0                 | 0                 | 0                 | 26       | 1      | 3           | 0          |
| S. Kerk        | 19            | 1             | 2             | 0             | -                 | -                 | -                 | -                 | 19       | 1      | 2           | 0          |
| C. Moritz      | 29            | 1             | 3             | 0             | -                 | -                 | -                 | -                 | 29       | 1      | 3           | 0          |
| F. Pick        | -             | -             | -             | -             | -                 | -                 | -                 | -                 | -        | -      | -           | -          |
| N. Seufert     | -             | -             | -             | -             | -                 | -                 | -                 | -                 | -        | -      | -           | -          |
| Z. Stieber     | 19            | 1             | 2             | 0             | 1                 | 1                 | 0                 | 0                 | 20       | 2      | 2           | 0          |
| M. Dittgen     | 5             | 0             | 0             | 0             | -                 | -                 | -                 | -                 | 5        | 0      | 0           | 0          |
| R. Glatzel     | 19            | 4             | 3             | 0             | -                 | -                 | -                 | -                 | 19       | 4      | 3           | 0          |
| S. Jacob       | 3             | 0             | 0             | 0             | 1                 | 0                 | 0                 | 0                 | 4        | 0      | 0           | 0          |
| O. Osawe       | 31            | 6             | 3             | 0             | 1                 | 2                 | 0                 | 0                 | 32       | 8      | 3           | 0          |
| K. Przybyłko   | 14            | 2             | 1             | 0             | -                 | -                 | -                 | -                 | 14       | 2      | 1           | 0          |
| N. Shipnoski   | 3             | 0             | 0             | 0             | -                 | -                 | -                 | -                 | 3        | 0      | 0           | 0          |
| E. Wekesser    | -             | -             | -             | -             | -                 | -                 | -                 | -                 | -        | -      | -           | -          |
| J. Zoua        | 21            | 6             | 4             | 0             | 1                 | 0                 | 0                 | 0                 | 22       | 6      | 4           | 0          |
| R. Pich        | 3             | 0             | 0             | 0             | -                 | -                 | -                 | -                 | 3        | 0      | 0           | 0          |
| A. Ring        | 10            | 0             | 1             | 0             | 1                 | 0                 | 1                 | 0                 | 11       | 0      | 2           | 0          |